# تصویر یک رؤیا
تصویر یک رؤیا نام یک مجموعهٔ تلویزیونی ایرانی به کارگردانی «احمد امینی» است که در سال‌های ۱۳۷۷-۱۳۷۵ تولید و از شبکه ۱ سیمای جمهوری اسلامی ایران  پخش گردید.

## خلاصه داستان
جوانی به نام «مرتضی انصاریان» پس از ده سال تحصیل در انگلستان، به میهن باز می‌گردد تا در زمانِ انجام یک عمل جراحی حساس روی مادرش، بر بالین او حضور داشته باشد. از طرفی «پریسا» نیز در انتظار اوست تا هرچه زودتر شاهد پیوند زناشویی‌شان باشد، ولی اتفاقاتی رخ می‌دهد که مسیر زندگی آن‌ها را تغییر می‌دهد...

## بازیگران و عوامل تولید

### عوامل تولید
- کارگردان: احمد امینی
- فیلمنامه: ناصر ازقندی _ عزیزالله اسمعیلی

بازنویسی فیلمنامه : اصغر عبداللهی
- تصویربردار: کاظم شهبازی
- تدوین: محمدحسین غضنفری
- طراح صحنه و لباس: المیرا صباحی
- صدابردار صحنه: اصغر شاهوردی
- صداگذاری و ترکیب صدا: شاپور حکیمی
- چهره پردازان: شهنام اسدی، خاطره خاشعی
- موسیقی: کیوان جهانشاهی
- ناظر مالی: حمید سعادت
- مدیر تولید: سعید رسولی چیذری
- تهیه کنندگان: اکبر تحویلیان، سعید رسولی چیذری
- محصول: گروه فیلم و سریال شبکه ۱ سیمای جمهوری اسلامی ایران
- سال تولید: ۱۳۷۷-۱۳۷۵

## بازپخش ها
این سریال در سال‌های ١٣٩۶ و ١۴٠٢ مجددا از شبکه آی فیلم پخش گردیده است. 